# Нида
Нида (на немски: Nidda е град с 16 758 жители (към 31 декември 2012) в окръг Ветерау в Хесен, Германия. Името му идва от река Нида.
За пръв път е споменат в документи между 802 и 817 г. с името Нитаха (Nitaha). През Средновековието е столица на Графство Нида.